# Ale Water (Eye Water)
Das Ale Water ist ein Fluss in der schottischen Council Area Scottish Borders. Er ist nicht zu verwechseln mit dem in den Teviot mündenden Fluss Ale Water, der sich ebenfalls in den Scottish Borders befindet.

## Lauf
Das Ale Water entsteht durch den Zusammenfluss der Bäche Mid Grange Burn und Three Grange Burn im Coldingham Moor in der Nähe des Herrenhauses Press Castle auf etwa 125 Metern Höhe. Es fließt in vornehmlich südöstlicher Richtung ab, um 1,5 Kilometer südwestlich von Eyemouth von links in das Eye Water zu münden, das in Eyemouth in die Nordsee entwässert. Seine Gesamtlänge beträgt etwa 9,5 km. Entlang seines Laufs münden verschiedene Bäche ein, von denen keiner einen wesentlichen Zufluss darstellt.
Das Ale Water durchfließt eine dünn besiedelte Region. Es passiert keine Ortschaften. Entlang seines Laufs stehen ausschließlich vereinzelte Gebäude. Entlang des Mittellaufs quert die zwischen Preston und Coldingham verlaufende B6438 den Fluss. Kurz vor der Mündung quert außerdem die von Tranent nach Eyemouth führende B6355. Groome vermerkte in den 1870er Jahren den außergewöhnliche Moos- und Farnbewuchs seiner Ufer.

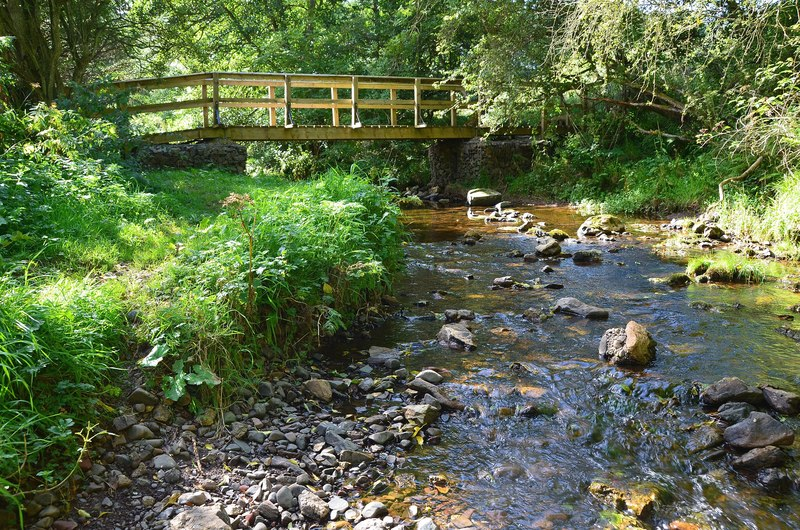
Fußgängerbrücke über das Ale Water
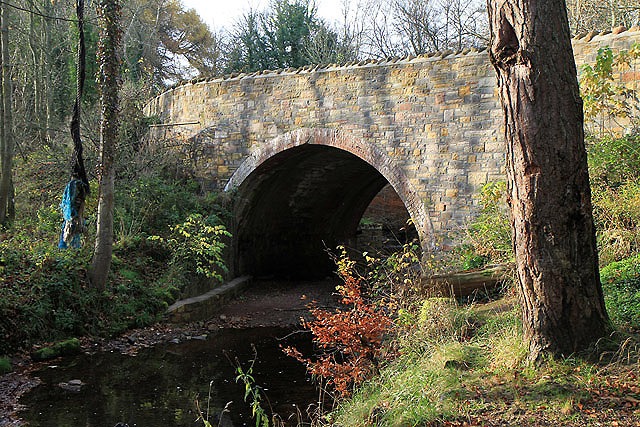
Brücke der B6355 kurz vor der Mündung
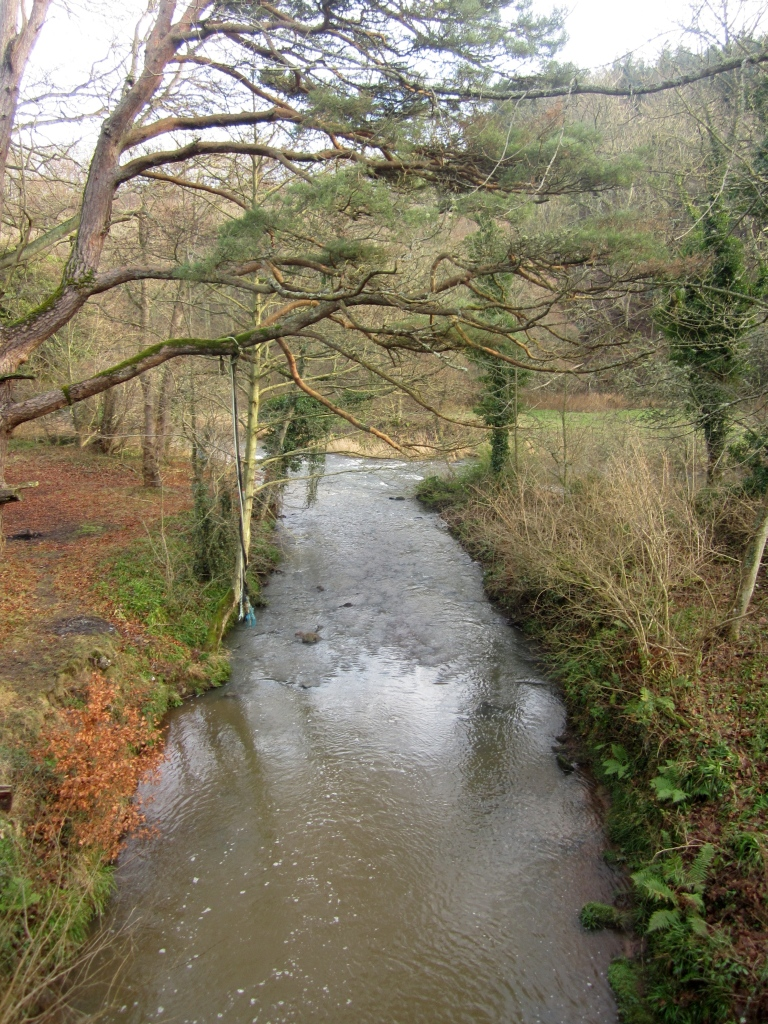
Mündung des Ale Water in das Eye Water (im Bild von rechts kommend)